# GialloZafferano
GialloZafferano è un brand editoriale di cucina, nato dal sito web fondato nel 2006 da Sonia Peronaci, che conta oggi 43 milioni di followers in tutto il mondo. Nel marzo 2017 dal sito ha preso il nome un periodico di cucina edito da Arnoldo Mondadori Editore.

## Storia

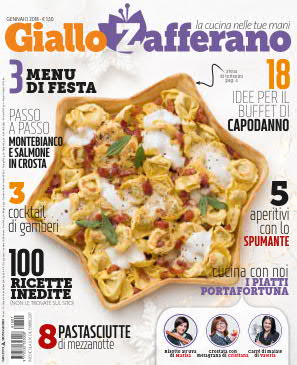
GialloZafferano gennaio 2018 copertina Mondadori

GialloZafferano è la prima rivista di cucina in Italia e in Europa a nascere da un sito web, l’omonimo portale di cucina giallozafferano.it.
Il primo numero del mensile è uscito nelle edicole il 18 marzo 2017 sotto la direzione di Laura Maragliano, con una tiratura di un milione di copie.

### Il sito
Il sito web giallozafferano.it è stato fondato il 6 giugno 2006 da Sonia Peronaci.
Nel 2009 viene parzialmente acquistato dalla società Banzai Media, che diventa proprietaria del sito nel 2010. Nel 2015 Sonia Peronaci lascia il portale e Arnoldo Mondadori Editore rileva la Banzai Media Holding (giugno 2016), società proprietaria di GialloZafferano.
Nel 2010 vengono introdotte le video-ricette, a seguito delle quali, nel 2011 su iniziativa di Alessandro Barile, contattando la redazione, propose la prima versione dell'applicazione per facilitarne la fruizione da mobile. ‘Le ricette degli Chef’ è una sezione del sito composta da video-ricette, tutorial per la creazione di ricette tipiche della cucina italiana girati nella cucina di GialloZafferano da chef stellati, panificatori, pasticcieri, e pizzaioli d’Italia tra cui Davide Oldani, Iginio Massari, Ernst Knam, Davide Scabin e Alessandro Negrini.
Nel 2012 vince il premio Macchianera Blog Awards come miglior sito italiano.
Nel 2017 vince il premio Macchianera Internet Awards per la categoria "Miglior sito food", con 42.040 voti.
Nel 2021 venne aggiunta la versione inglese di GialloZafferano per sbarcare all'estero.

## Contenuti

### Rivista

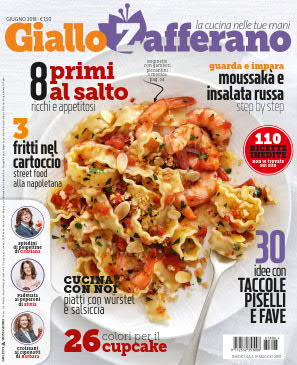
GialloZafferano giugno 2018 copertina Mondadori

La rivista presenta 100 ricette inedite ogni mese – selezionate, ideate e testate dalla redazione  – accompagnate dalle fotografie dei singoli piatti.
Il periodico apre con la presentazione delle novità, ovvero un calendario dedicato alle ricorrenze e ai prodotti di stagione e un servizio su un ingrediente popolare, reperibile nelle nostre cucine, con 30 nuove ricette, una per ogni giorno del mese.
A comporre la redazione sono professionisti e giovani under 30 che, insieme a famosi blogger, formano 3 squadre, ognuna con un capofila scelto tra i volti noti del sito – Manuel Saraceno, per la cucina veloce ed etnica; Giovanni Castaldi, per la cucina di tradizione; Aurora Cortopassi, per la cucina vegetariana –  che ogni mese propongono un nuovo piatto, disponibile anche sull'applicazione tramite delle video-ricette, 8 pietanze a tema e un menù. I capisquadra si sfidano, con cadenza mensile, su un argomento culinario che varia ogni volta. I lettori hanno la possibilità di fare delle votazioni tramite l'applicazione e il sito. Sono presenti, inoltre, schede di approfondimento sui singoli ingredienti e consigli pratici di acquisto.
A corredo di ogni sezione si trovano schede di approfondimento sugli alimenti, sia freschi sia confezionati e consigli pratici per l’acquisto. Nella parte centrale del magazine è disponibile un poster da staccare e conservare.
Le ultime pagine sono dedicate alla scuola di cucina: specialità dolci e salate spiegate nel dettaglio con fotografie relative ad ogni singolo passaggio, indicazioni tecniche sui differenti tagli di carne e pesce, consigli sul galateo e il fai da te, la rubrica dei vini e un approfondimento sugli oggetti da cucina, dagli utensili agli elettrodomestici di ultima generazione.

### Applicazione
Grazie all'utilizzo dell'applicazione di realtà aumentata "Gruppo Mondadori AR+”, è possibile visionare e consultare video, ricette filmate e contenuti extra. Inoltre è possibile interagire con altri utenti che stanno sfogliando la rivista tramite l'applicazione.
Da marzo 2018, l'applicazione di GialloZafferano è disponibile per l'assistente Google, sia per telefoni Android sia per iPhone. È possibile cercare ricette per tipo di portata o singolo ingrediente, ricevere idee per realizzare poi una ricetta e farsi dare consigli dagli chef del sito.
È possibile interagire con l'aiuto cuoco digitale tramite Google Home, pronunciando la frase "Ok Google, fammi parlare con GialloZafferano”. Si può, inoltre, domandare una ricetta specifica tra le 4500 disponibili e gli ingredienti necessari per la realizzazione.

## Diffusione
Il portale giallozafferano.it ha 6,8 milioni di utenti unici e più di 2 milioni di visitatori giornalieri. Ogni mese si contano più di 4.500 commenti sul sito e 20.000 su Facebook, dove il portale ha più di 6 milioni di seguaci.
La nuova versione dell’app conta 6 milioni di download e 110.000 utenti attivi al giorno.

## Altri media
Il marchio GialloZafferano, oltre al sito, alla rivista e ad essere presente sui social media, ha portato in libreria quattro libri – l'ultimo è Le ricette dei nostri food blogger, pubblicato da Mondadori e presenta al suo interno 180 ricette dei 20 food blogger maggiormente seguiti.
Il 18 marzo 2018, su Canale 5, con la conduzione di Cristina Chiabotto e dello chef Davide Scabin, ha debuttato la trasmissione della domenica mattina I menù di GialloZafferano.